# Necrópolis de Guiza
La Necrópolis de Giza (Gizèh, Gîza, Guizèh) o Guiza se encuentra en la meseta de Guiza, al oeste de la población homónima, a unos veinte kilómetros de El Cairo, Egipto. Comenzó a utilizarse durante la segunda dinastía, habiéndose encontrado cerámica fechada en el reinado de Nynecher. En ella se encuentran las famosas pirámides construidas por los faraones de la cuarta dinastía Keops, Kefrén y Micerino.

## Historia

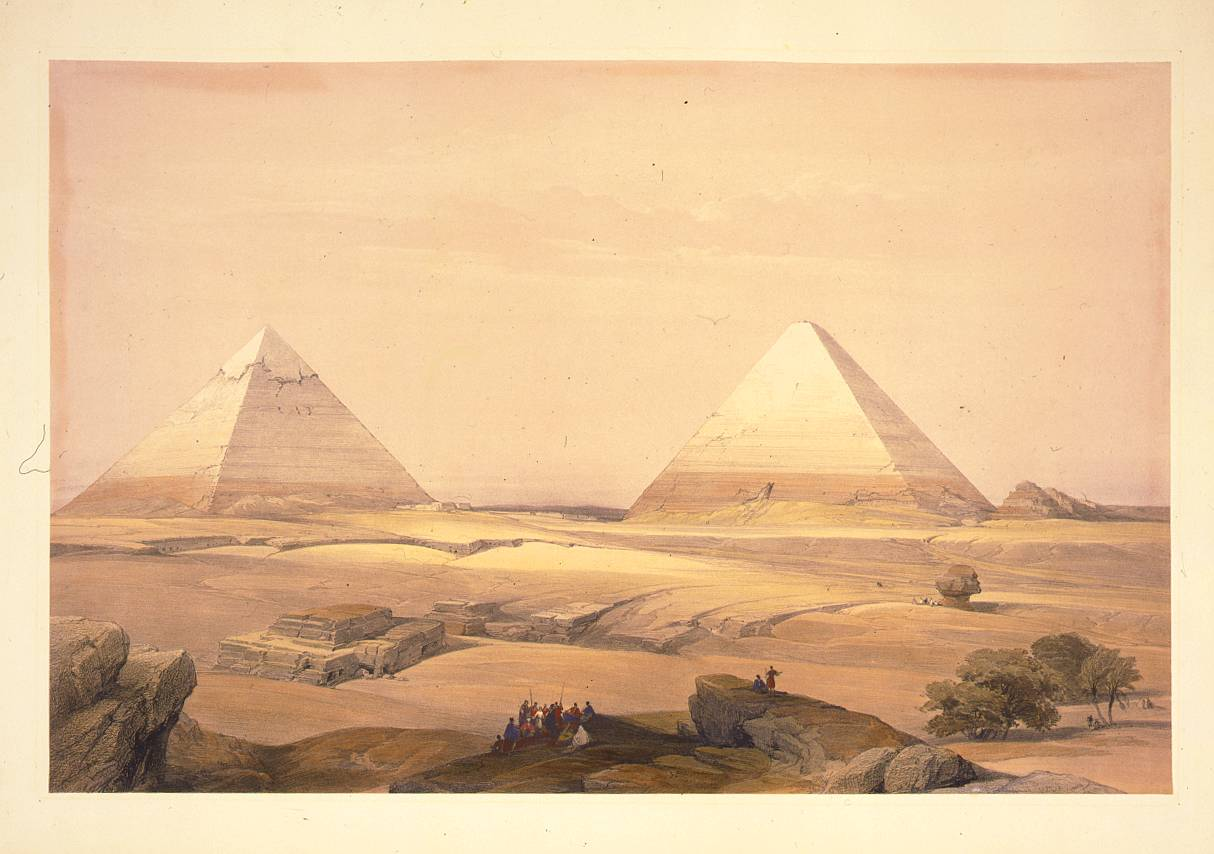
Meseta de Guiza. Litografía publicada en 1846 (Biblioteca del Congreso).

La necrópolis de Guiza es la mayor del Antiguo Egipto, con enterramientos datados desde las primeras dinastías. Su esplendor lo alcanzó durante la cuarta dinastía, cuando se erigieron la pirámide de Jufu (Keops), también conocida como la Gran Pirámide, la pirámide de Jafra (Kefrén) y la relativamente pequeña pirámide de Menkaura (Micerino), junto con varias otras subsidiarias menores, templos funerarios, Templos del Valle, embarcaderos, calzadas procesionales y fosas que contenían barcas solares ceremoniales; también se esculpió en la roca de la meseta la Gran Esfinge de Guiza. 
|  |

Asociados a estos monumentos reales se encuentran numerosas mastabas de miembros de la familia real, otras concedidas por el faraón a altos funcionarios y sacerdotes, y algunos monumentos de épocas posteriores relacionados con el culto a los antepasados.
De las tres pirámides principales se conserva su núcleo, conformado por bloques de piedra caliza, pero de su revestimiento, de caliza pulida o granito rosado, solo quedan algunos restos, pues estos bloques fueron utilizados para construir edificios en la cercana ciudad de El Cairo. 
La pirámide de Jafra (Kefrén) parece la más alta, pero se debe a que fue construida sobre una zona más elevada de la meseta de Guiza; en realidad es la que se adjudica a Jufu (Keops) la de mayor altura y volumen. La Gran Pirámide estaba considerada en la antigüedad una de las Siete maravillas del mundo, y es la única de las siete que aún perdura.
A finales del Imperio Antiguo, durante la sexta Dinastía, había en Guiza varios cientos de tumbas.

### Patrimonio de la Humanidad
En 1979, el conjunto de Menfis con sus necrópolis y campos de pirámides (Guiza, Abusir, Saqqara y Dahshur) fue declarado Patrimonio de la Humanidad por la Unesco, con el nombre de Menfis y su necrópolis - Zonas de las pirámides desde Guiza hasta Dahshur. Está catalogada de tipo cultural, (criterios i, iii, vi) con n.° de identificación 86.

## Construcción
La mayoría de las teorías de la construcción se basan en la idea de que las pirámides se levantaron moviendo enormes piedras de una cantera y arrastrándolas y colocándolas en su lugar. Los desacuerdos se centran en la manera con la cual transportaron y colocaron las piedras y cuán posible era el método.
Al construir las pirámides, los arquitectos podrían haber desarrollado sus técnicas con el tiempo. Seleccionarían un sitio en un área relativamente plana de lecho rocoso, no arena, que proporcionara una base estable. Después de inspeccionar cuidadosamente el sitio y colocar el primer nivel de piedras, construirían las pirámides en niveles horizontales, uno encima del otro.
Para la Gran Pirámide, la mayor parte de la piedra del interior parece haber sido extraída inmediatamente al sur del sitio de construcción. El exterior liso de la pirámide estaba hecho de un fino grado de piedra caliza blanca extraída al otro lado del Nilo. Estos bloques exteriores tuvieron que cortarse cuidadosamente, transportarse en barcaza fluvial a Giza y arrastrarse por rampas hasta el sitio de construcción. Solo quedan unos pocos bloques exteriores en su lugar en la base de la Gran Pirámide. Durante la Edad Media (siglo v al siglo XV), es posible que la gente se haya llevado el resto para proyectos de construcción en la ciudad de El Cairo.
Para garantizar que la pirámide se mantuviera simétrica, las piedras de revestimiento exterior tenían que ser todas iguales en altura y ancho. Los trabajadores podrían haber marcado todos los bloques para indicar el ángulo de la pared piramidal y haber recortado las superficies con cuidado para que los bloques encajen entre sí. Durante la construcción, la superficie exterior de la piedra era caliza lisa; el exceso de piedra se ha erosionado por el viento y por la arena con el paso del tiempo.

### Propósito
Las pirámides de Giza y otras se construyeron para albergar los restos de los faraones fallecidos que gobernaron el Antiguo Egipto. Se creía que una parte del espíritu del faraón, su ka, permanecía con su cadáver. El cuidado adecuado de los restos era necesario para que el "faraón difunto pudiera desempeñar sus nuevas funciones como rey de los muertos". Se teoriza que la pirámide no solo sirvió como una tumba para el faraón, sino también como un pozo de almacenamiento para varios artículos que necesitaría en la otra vida. "La gente del Antiguo Egipto creía que la muerte en la Tierra era el comienzo de un viaje al otro mundo". El cuerpo embalsamado del rey era sepultado en una cámara debajo o dentro de la pirámide para protegerlo y permitir su transformación y ascensión al más allá.

### Astronomía
Los lados de las tres pirámides de Giza estaban orientados astronómicamente de norte a sur y de este a oeste en una pequeña fracción de grado. Entre los intentos recientes para explicar un patrón tan claramente deliberado se encuentran los de S. Haack, O. Neugebauer, K. Spence, D. Rawlins, K. Pickering y J. Belmonte. La disposición de las pirámides es una representación de la constelación de Orión según la controvertida teoría de la correlación de Orión.

## La necrópolis
La necrópolis ocupa 160 km² a ambos lados de un uadi: a un lado se encuentran las pirámides, con un amplio campo ocupado por mastabas de nobles al lado. En una meseta están los templos funerarios y la esfinge. Al otro lado del uadi, sobre unas colinas, hay más tumbas particulares. 

### Edificaciones de la necrópolis
1. Gran Pirámide de Guiza
2. Pirámide de Jafra
3. Pirámide de Menkaura
4. Templo funerario de Jafra

Mapa de la meseta de Guiza.

5. Templos funerarios de Jufu y Menkaura
6. Pirámide subsidiaria de Jafra
7. Templo del Valle de Jafra
8. Templo del Valle de Menkaura
9. Tumbas de la reina Hetepheres I
10. Pirámide de Jentkaus I
11. Pirámides de las reinas de Menkaura
12. Mastabas de cortesanos de Jafra
13. Gran Esfinge
14. Templo de la Esfinge
15. Mastaba de Hemon
16. Las mastabas occidentales
17. Control de entrada (actual)
18. Los fosos de las barcas solares
19. Carretera de acceso (actual)
20. Tumbas hipogeos
21. Almacenes de los artesanos
22. Carretera de acceso (actual)
23. Nazlet el-Samman
24. Calzadas procesionales
25. Cantera de Menkaura
26. Cementerio actual
27. Tumbas hipogeos del sur
28. Muros perimetrales
29. Mastabas y tumbas hipogeos
30. Cementerio de mastabas occidental
31. Cementerio de mastabas oriental
32. Mastabas y tumbas excavadas en la roca.

## Complejo funerario de Jufu (Keops)

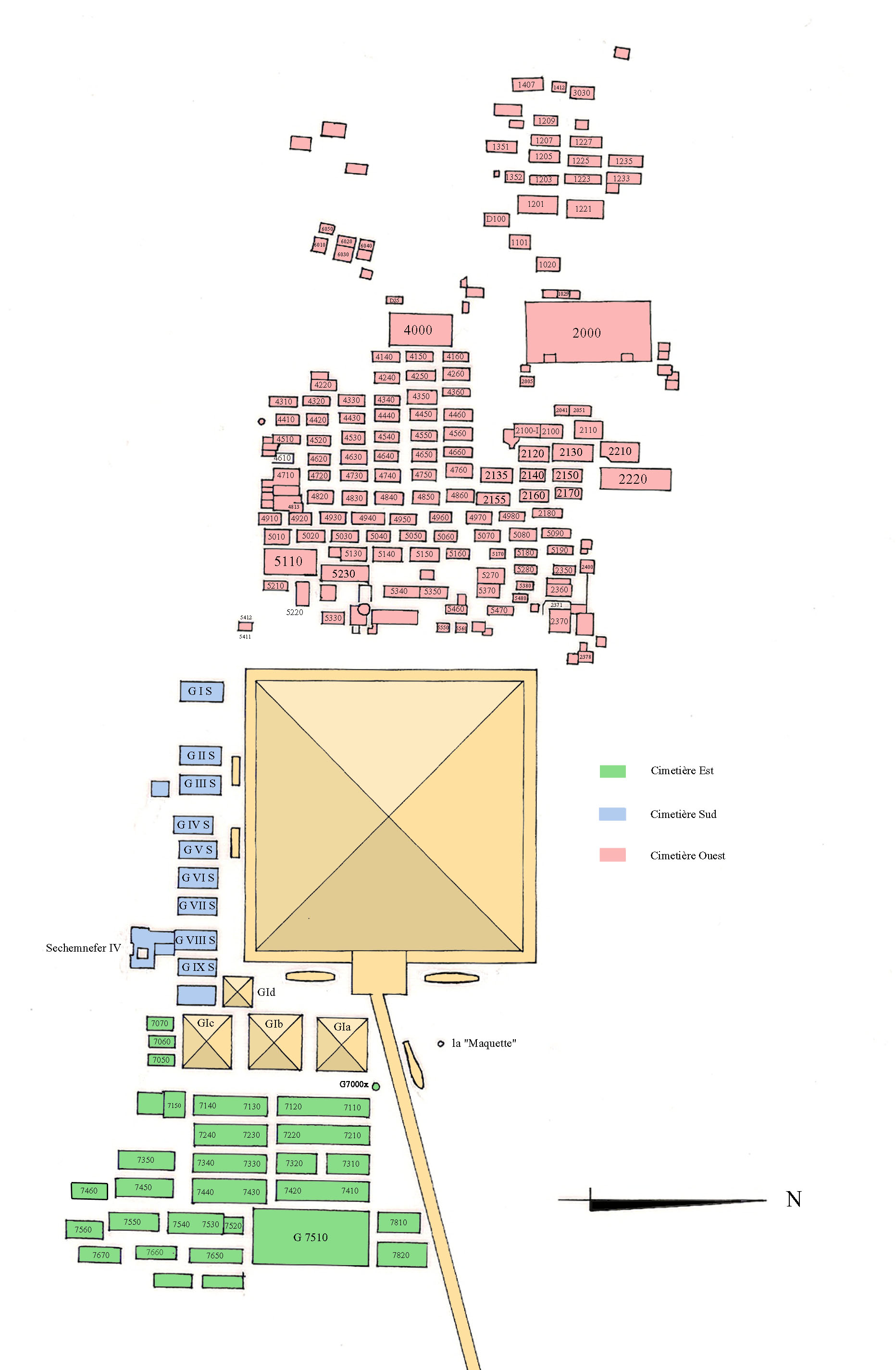
Plano de la necrópolis de Jufu.

Está situado al norte y está formado por la Gran Pirámide (o pirámide de Keops), las tres pirámides de las reinas, una pirámide satélite, dos templos funerarios, el Templo del Valle, una carretera que une ambas construcciones, tumbas o fosas con barcas solares, mastabas de nobles y cortesanos y múltiples mastabas organizadas en tres cementerios. Entre estas mastabas se encuentra la tumba del constructor de la Gran Pirámide, Hemiunu.

### Pirámide de Keops

Interior de la Pirámide de Keops. Sección Sur-Norte: 1 - entrada; 2 - acceso abierto por Al-Mamun, 3 - bloques de granito para cerrar el acceso superior; 4 - pasillo a la cámara subterránea; 5 - cámara subterránea; 6 - pasillo de acceso a la gran galería, 7 - cámara de la reina; 8 - pasillo de acceso a la cámara de la reina; 9 - gran galería; 10 - cámara del rey y cámaras de descarga, 11 - antecámara; 12 - pasillo que comunica la gran galería y la cámara subterránea, 7 y 10 - canales de ventilación.

Keops fue quien escogió la zona de Giza para empezar a construir su propio complejo funerario, a unos 40 kilómetros de la pirámide construida por su padre Sneferu. Para evitar una inclinación como la que sufrió la pirámide de Dashur se construyó una plataforma nivelada sobre la roca, dejando una masa de roca natural dentro de la pirámide, construida con bloques de piedra caliza del lugar colocadas en hileras horizontales. También se usó mortero de yeso en las piedras del revestimiento para facilitar su desplazamiento. Finalmente, la obra se revistió con piedra caliza blanca de Tura, aunque actualmente solo quedan algunas en la base de la pirámide.
Una vez terminada la pirámide, su perímetro se pavimentó, midiendo este unos diez metros de ancho, llegando hasta un muro que cercaba toda la zona. De este pavimento solo queda una parte del lado norte. El interior de la pirámide tiene tres cámaras. Según la teoría de Ludwig Borchardt, que se hubieran construido tres cuartos se debe a cambios en el diseño durante la realización de las obras. La cámara subterránea parece abandonada ya que nunca se llegó a finalizar. A esta se accede por un angosto pasaje. La cámara de la reina se encuentra en el eje central de la pirámide y está casi terminada; como estuvo cerrada es posible que sirviera para colocar una estatua del faraón. La cámara del rey está revestida de bloques de granito rojo; sobre esta sala hay cinco cámaras de descarga con un último techo inclinado que sirve para distribuir el peso de la estructura. Esta construcción fue muy innovadora y no hay precedentes de una similar.

### Pirámides de las reinas
Keops hizo construir tres pirámides más, que se estima debían custodiar las momias de las reinas; se construyeron en el lado oriental de la gran pirámide. En egiptología, estas construcciones se conocen con las denominaciones GIa, GIb y GIc: "G" de Giza, "I" de pirámide de Keops, y "a, b, c" por el orden en que están dispuestas, de norte a sur. Sus bases son rectangulares. En cuanto a las dimensiones, sus aristas son la quinta parte de las de Keops y la pendiente de unos 52º. El núcleo interior era escalonado, con un número diferente de gradas para cada una. Las tres pirámides presentan restos del revestimiento que era de piedra caliza pulida, y todas tienen un pasaje interior, cerca del eje central, para acceder a la cámara funeraria. También hay que destacar otra construcción funeraria: la tumba de Hetepheres I.

Estructura de la pirámide GIa
Estructura de la pirámide GIb
Estructura de la pirámide GIc

### Cementerio occidental
Coloreado en rosa en el plano.
El occidental es el cementerio más grande de la necrópolis y contiene una multitud de mastabas que datan de la cuarta a la sexta dinastía. Dividido en tres partes, los arqueólogos distinguen: 
- El cementerio llamado «en escalera», situado junto a la pirámide y compuesto principalmente por las tumbas de los sacerdotes que se ocupaban de los cultos funerarios.
- La zona llamada «pueblo de mastabas», donde se encuentra la mejor construida, la del chaty de Jufu Hemiunu (G4000), y la mayor de todas, la G2000.
- Por último, hay un núcleo de pequeñas mastabas en el extremo oeste.

### Cementerio sur
Coloreado en azul en el plano.
Ubicado justo al sur de la Gran Pirámide de Jufu, está dominado por nueve grandes mastabas, algunas de las cuales han sido atribuidas a personajes del reinado de Menkaura. Entre estas tumbas hay también algunas que datan de la quinta y la sexta dinastía. En el sureste de este cementerio, está la impresionante mastaba del chaty de la quinta dinastía, Seshemnefer IV. El acceso es a través de una rampa flanqueada por dos obeliscos, y la entrada tiene dos columnas.

### Cementerio oriental
Coloreado en verde en el plano.
Esta parte de la necrópolis estaba reservada a las tumbas de miembros de la familia real, y está situado junto a las pirámides de las reinas. Entre las mastabas se encuentran las de los hijos de Jufu, Kauab (G7120 y G7110), Dyedefhor (G7220 y G7210) y Jufujaf (G7140 y G7130), entre otros. En la mastaba G7340 se encontró un sarcófago de piedra caliza decorado con motivos de fachada de palacio. La mastaba de Anjaf y su esposa Hetepheres (G7510) es la más grande, y domina el extremo oriental de la necrópolis. Durante su excavación se encontró un busto de Anjaf de piedra caliza pintada que se considera una obra maestra de la estatuaria del Imperio Antiguo.

## Complejo funerario de Kefrén (Jafra)

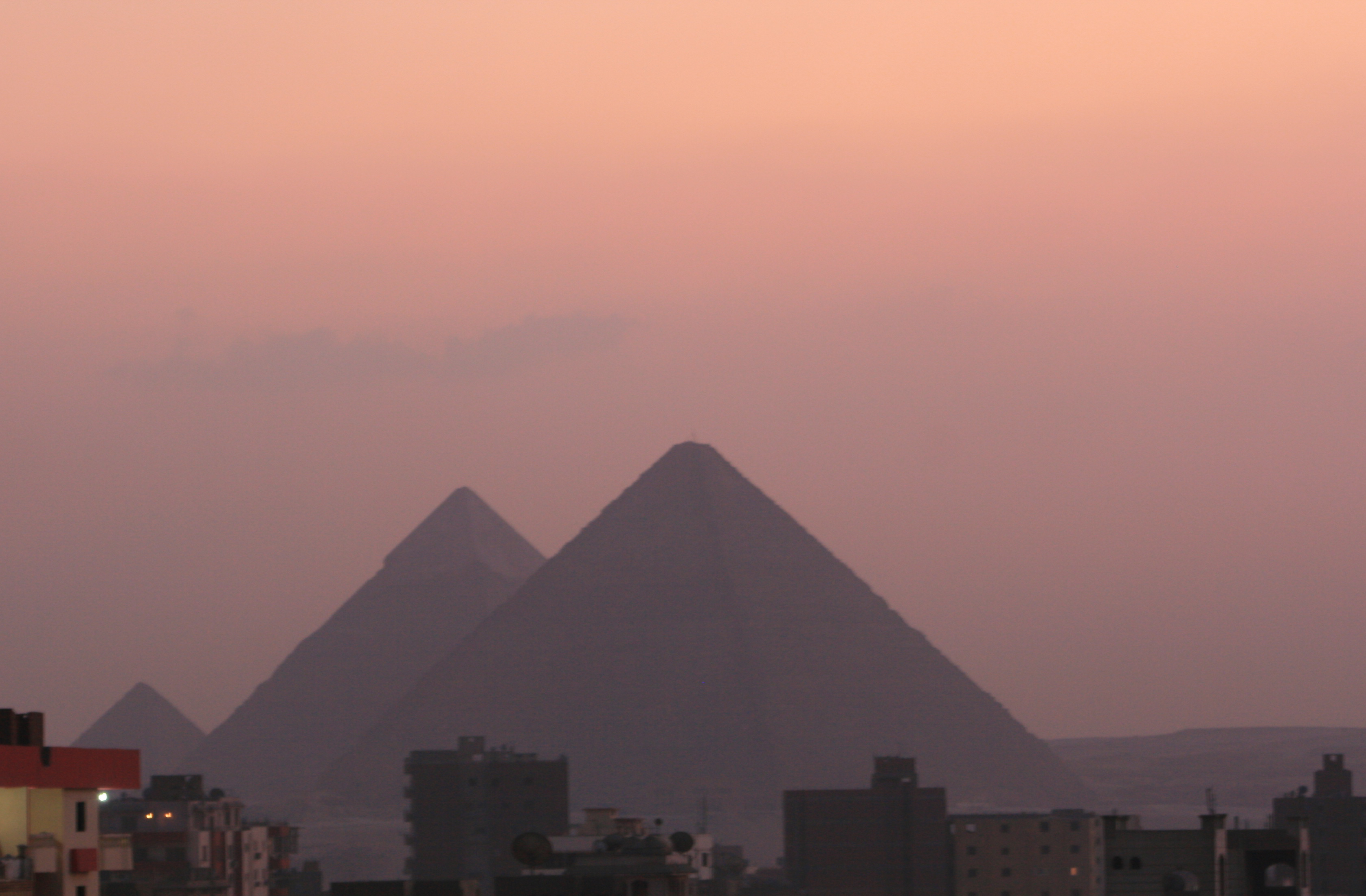
Vista de las pirámides al anochecer desde El Cairo.

El complejo funerario de Jafra está mucho mejor conservado que el de Jufu, e incluye un hermoso templo revestido con granito rosa de Asuán y conectado con el Templo del Valle por un largo camino pavimentado de 495 metros. Al sur de la pirámide se encuentra la pirámide satélite, cinco fosos con barcas solares y más de un centenar de grandes habitaciones, consideradas almacenes o talleres al servicio de los artesanos.

### Pirámide de Kefrén
La pirámide de Kefrén está alineada con la de su padre Keops en dirección al suroeste. Es algo más pequeña aunque puede parecer más alta por estar situada en un terreno más elevado. Con sus 143,5 metros es la segunda pirámide más grande de Egipto. En el exterior, en la zona superior de su vértice, se conserva el revestimiento de piedra caliza de Tura. También se observan restos del revestimiento de granito junto a la base. En la cara norte hay dos entradas con un pasillo descendente: uno empieza a 11,50 metros del nivel de la base y el otro, prácticamente, está situado a nivel del suelo. La estructura interior es bastante diferente de la de Keops y se parece más a la de Djedefra, en Abu Roash. El pasaje inferior permite llegar a un pasillo horizontal de 1,7 metros de altura. Avanzando por el corredor, en la esquina, hay una cámara con un techo en pendiente que, se supone, servía para almacenar las ofrendas. Siguiendo el pasillo, en ascensión, se llega a la intersección con el otro pasillo de la entrada superior: en este punto ambos confluyen en la cámara sepulcral. El techo está inclinado, con vigas de piedra, y el sarcófago es de granito negro con una tapa de dos piezas. En 1818, Belzoni pudo entrar en la cámara pero la momia del faraón ya no estaba, y en su lugar había restos de huesos de un buey. El egiptólogo Rainer Satldemann ha sugerido que estos huesos podían haber sido una ofrenda posterior depositada en el sarcófago, después de que hubiera sido robado el cuerpo del faraón.

### Templo del Valle

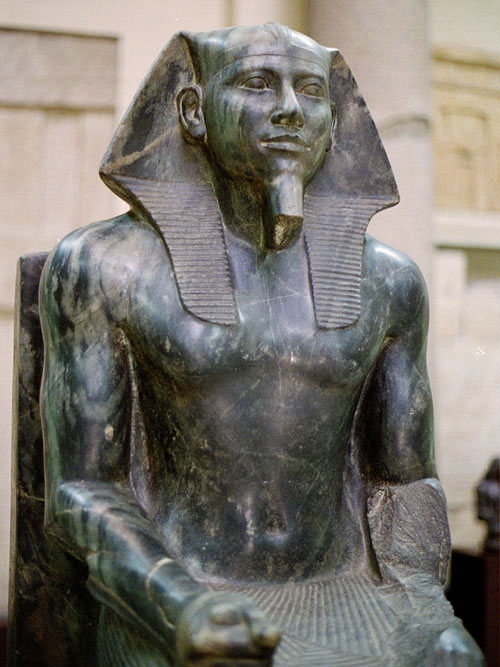
Estatua de Kefrén encontrada en el Templo del Valle.

El Templo del Valle se encuentra al lado de la Gran Esfinge. Está en un buen estado de conservación, con los pilares y dinteles casi intactos. El edificio está construido con grandes bloques de piedra caliza procedentes de canteras de la zona, revestidos con granito rosado de Asuán, situado a unos ochocientos kilómetros de la obra. Su planta es cuadrada y cada lado mide poco más de cuarenta metros. Las dos entradas del templo estaban flanqueadas por dos esfinges, que parecen leones, cada una de ocho metros de largo, y los batientes de las puertas seguramente eran de madera de cedro. En 1860 el arqueólogo francés Auguste Mariette descubrió, entre otras, la famosa estatua de Khefren bajo la protección de Horus, realizada en diorita verde, que actualmente se encuentra en el Museo Egipcio de El Cairo. La escultura posee 1,68 metros de altura y se encuentra casi intacta. Kefrén se cubre la cabeza con el pañuelo real, el «nemes», y en la parte posterior un halcón, la representación de Horus, lo protege con sus alas. Está sentado sobre un trono que tiene los dos brazos con forma de león; a los lados, aparece el "sematauy" símbolo de la unificación del Alto y el Bajo Egipto.

### Complejo de la Gran Esfinge

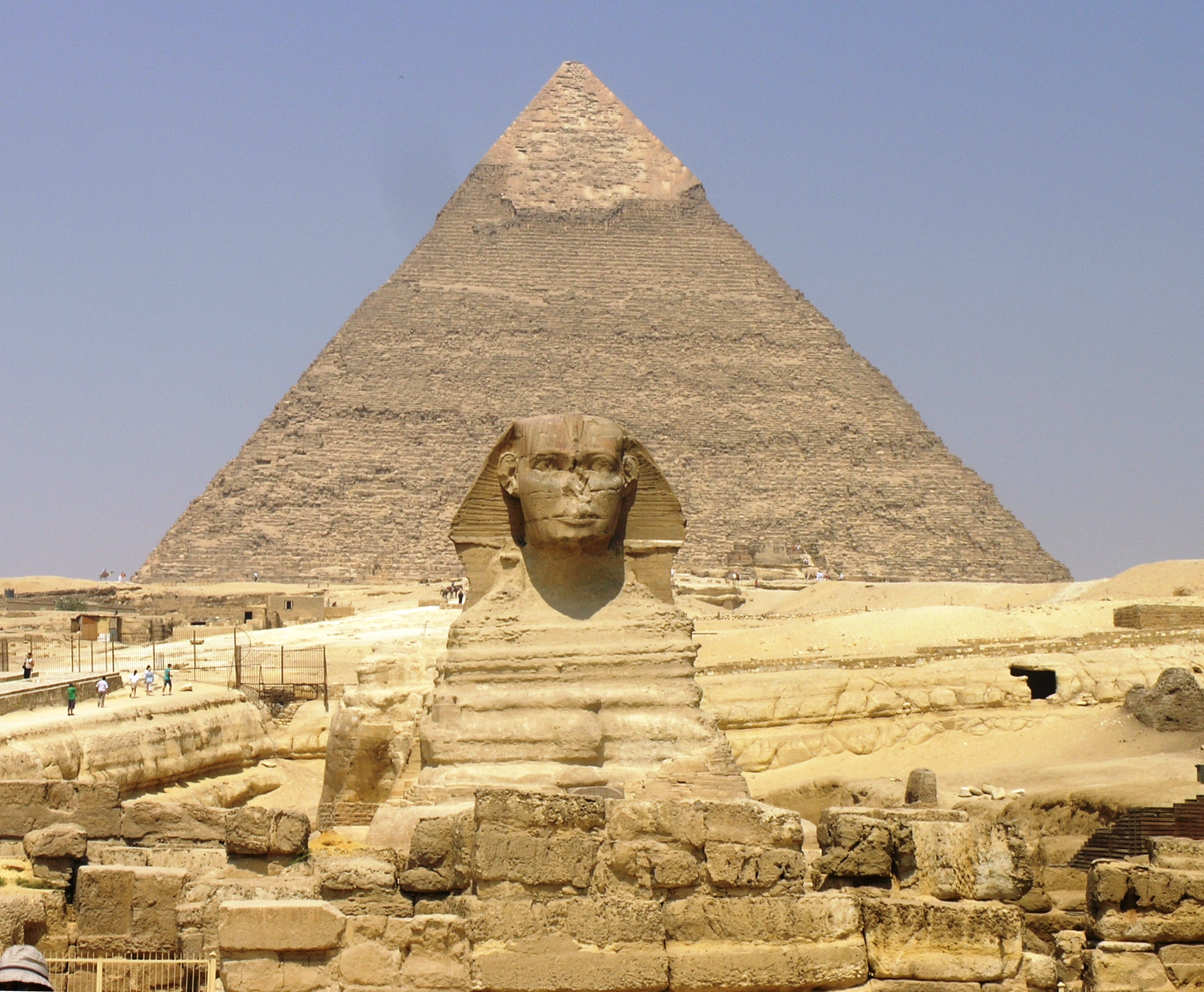
Gran Esfinge y templo de culto.

La Gran Esfinge es una estatua tallada en un saliente de roca caliza de la meseta de Guiza. Mide unos 57 metros de longitud y veinte de altura. Se supone que pertenecía al complejo funerario de Jafra, a quien representaría. 
Junto a ella hay un templo para su culto, construido durante el Imperio Antiguo, y otro más al norte, frente a la esfinge, levantado durante el Imperio Nuevo. Ambos están comunicados con la pirámide de Jafra por una calzada procesional.
Tutmosis IV (1425-1417 a. C.) la restauró. Cuando subió al trono construyó una capilla entre las patas del león y añadió una gran estela de granito en la parte central, llamada Estela del Sueño. La obra narra la historia de Tutmosis IV, cuando era príncipe, que en una expedición de caza se quedó dormido cerca de la esfinge y en sueños se le apareció la esfinge y le ofreció el trono del Alto y el Bajo Egipto pero pidiendo a cambio que reparara el monumento. En la estela también se pueden ver grabadas las ofrendas y libaciones hechas por Tutmosis IV a la esfinge. Su culto se reavivó durante la dinastía XVIII. Amenhotep II construyó un templo nuevo en la parte noreste, que está dedicado a la esfinge, como Horemjet (Horus en el horizonte). Entre otras estelas que se colocaron con ocasión de las visitas de la realeza, durante esta dinastía, y más tarde durante el Imperio Nuevo, hay inscripciones que se refieren al santuario de la Esfinge como Setepet (El elegido).

## Complejo funerario de Micerino (Menkaura)
El conjunto tiene los diversos componentes de un complejo piramidal. La pirámide del faraón, el templo para el culto del difunto rey situado en la cara este de la pirámide y un Templo del Valle, conectado por una calzada procesional de 600 m. Este camino está alineado con el eje de la pirámide, no como las de sus antecesores que formaban un ángulo. Alrededor se encuentran otras tumbas de príncipes o reinas. 
Además de las tres pirámides de las reinas construidas al sur de la del faraón, al sudeste del templo funerario hay una necrópolis para los sacerdotes destinados al culto del rey, junto a la cantera que se utilizó para la construcción de los monumentos. El culto a Menkaura se mantuvo durante todo en Imperio Antiguo.

### Pirámide de Micerino
La pirámide de Micerino está ubicada en un extremo de la meseta de Guiza, en dirección hacia el sur. Es la más pequeña de las tres pirámides principales. En su complejo se utilizó piedra caliza y revestimientos de granito rojo que era un material más costoso. La entrada está situada en la cara norte. Posee un pasaje descendente, que presenta una inclinación de 26º y una longitud de 31 metros. El pasaje conduce a una cámara llamada cámara de los paneles, por la existencia de una serie de puertas falsas; desde aquí, por un pasaje horizontal, se llega a una antecámara rectangular, donde hay otro pasaje ascendente hacia el centro de la pirámide, pero que está inacabado porque se abandonó su construcción. En la parte central del suelo de esta antecámara está la cámara sepulcral a la que se accede por un pasaje muy corto. La cámara sepulcral es un espacio rectangular excavado en la roca, pero con un techo de granito curvado. A la derecha, antes de entrar en la cámara, hay una sala con seis nichos excavados muy profundamente en las paredes norte y este. El sarcófago de basalto que se descubrió en la cámara sepulcral se perdió cuando era transportado a Inglaterra ya que el barco Beatrice naufragó frente a las costas de la ciudad española de Cartagena el 13 de octubre de 1838. También se encontró un sarcófago de madera que contenía algunos restos de huesos, pero estos datados con fecha muy posterior al reinado de Micerino, unos mil ochocientos años más tarde.

## Complejo funerario de Jentkaus

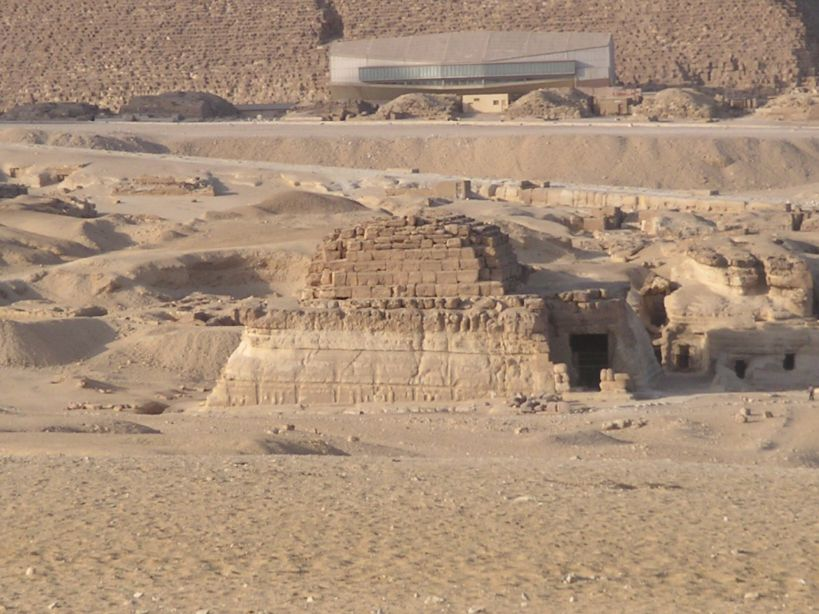
Complejo funerario de Jentkaus I.

Hay otra necrópolis que está instalada al norte de la calzada de Menkaura, dominada por la tumba de reina Jentkaus I, a la que a veces se menciona como la Cuarta Pirámide de Guiza. Tiene un pequeño templo funerario al este de la tumba, accesible por una calzada que la une al desembarcadero situado junto al Templo del Valle de Menkaura. No hay restos de un Templo del Valle propio, lo que sugiere que la reina tuvo que compartir el de Menkaura. 
Junto a la calzada se construyó una ciudad de sacerdotes, que se extiende por el desierto alrededor de unas tierras de cultivo. Por la cerámica encontrada, se sabe que la reina recibió culto durante las dinastías quinta y sexta. Parece clara la intención de destacar la importancia de Jentkaus, pariente de los últimos faraones de la cuarta dinastía y nexo de unión con los de la quinta, al casarse con Userkaf y legitimar su ascenso al trono como Gran Esposa Real.

## Villa de los trabajadores
El trabajo de extraer, mover, colocar y esculpir la enorme cantidad de piedra utilizada para construir las pirámides podría haber sido realizado por varios miles de trabajadores calificados, no calificados y trabajadores de apoyo. También se necesitaban panaderos, carpinteros, aguadores y otros para cubrir las necesidades de las cuadrillas de obreros involucrados en el proyecto. Junto con los métodos utilizados para construir las pirámides, también existe una amplia especulación sobre el número exacto de trabajadores necesarios para un proyecto de construcción de esta magnitud. Cuando el historiador griego Heródoto visitó Giza en 450 a. C., los sacerdotes egipcios le dijeron que "la Gran Pirámide había necesitado 400 000 hombres durante 20 años para construirla, trabajando en turnos de tres meses, 100 000 hombres a la vez". La evidencia de las tumbas indica que una fuerza laboral de 10 000 personas que trabajaban en turnos de tres meses tomó alrededor de 30 años para construir una pirámide.
El complejo de la pirámide de Giza está rodeado por un gran muro de piedra, fuera del cual Mark Lehner y su equipo descubrieron un poblado donde se alojaban los trabajadores de las pirámides. El pueblo está ubicado al sureste de los complejos de Kefrén y Micerino. Entre los descubrimientos en la aldea de los trabajadores se encuentran dormitorios, panaderías, cervecerías y cocinas comunales (con evidencia que demuestra que el pan, la carne de res y el pescado eran los elementos básicos de la dieta), un hospital y un cementerio (donde se encontraron algunos de los esqueletos con signos de traumas asociados con accidentes en un sitio de construcción). La "ciudad de los trabajadores" parece datar de mediados de la IV Dinastía (2520–2472 a. C.), después de la época aceptada de Keops y la finalización de la Gran Pirámide. Según Lehner y el equipo de AERA: "El desarrollo de este complejo urbano debe haber sido bastante rápido. Toda la construcción probablemente ocurrió en los 35 a 50 años que abarcaron los reinados de Kefrén y Micerino, constructores de la Segunda y Tercera Pirámides de Giza". Sin la datación por carbono, utilizando solo fragmentos de cerámica, impresiones de sellos y estratigrafía para fechar el sitio, concluye el equipo. La imagen que emerge es la de un asentamiento planificado, uno de los primeros planes urbanos del mundo, fechado con seguridad en los reinados de dos constructores de pirámides de Giza: Kefrén y Micerino.